# Бодајештиј де Сус (Долж)
Бодајештиј де Сус (рум. Bodăieștii de Sus) насеље је у Румунији у округу Долж у општини Мелинешти. Oпштина се налази на надморској висини од 265 m.

## Становништво
Према подацима из 2002. године у насељу је живело 367 становника, од којих су сви румунске националности.